# Coppa di Lussemburgo (pallavolo maschile)
La Coppa di Lussemburgo è una competizione pallavolistica per squadre di club lussemburghesi maschili, organizzata con cadenza annuale dalla FLVB.

## Edizioni
| Edizione         | Edizione          | Podio         | Podio         | Podio         |
| Anno             | Sede della finale | Campione      | Risultato     | Finalista     |
| ---------------- | ----------------- | ------------- | ------------- | ------------- |
| 1965-66 Dettagli | -                 | Bvoie-Sud     | -             | -             |
| 1966-67 Dettagli | -                 | CAL Clausen   | -             | -             |
| 1967-68 Dettagli | -                 | Bonnevoie     | -             | -             |
| 1968-69 Dettagli | -                 | CAL Clausen   | -             | -             |
| 1969-70 Dettagli | -                 | CAL Clausen   | -             | -             |
| 1970-71 Dettagli | -                 | CAL Clausen   | -             | -             |
| 1971-72 Dettagli | -                 | Bonnevoie     | -             | -             |
| 1972-73 Dettagli | -                 | RSR Walfer    | -             | -             |
| 1973-74 Dettagli | -                 | Bonnevoie     | -             | -             |
| 1974-75 Dettagli | -                 | CAL Clausen   | -             | -             |
| 1975-76 Dettagli | -                 | CAL Clausen   | -             | -             |
| 1976-76 Dettagli | -                 | CAL Clausen   | -             | -             |
| 1977-78 Dettagli | -                 | Bonnevoie     | -             | -             |
| 1978-79 Dettagli | -                 | CAL Clausen   | -             | -             |
| 1979-80 Dettagli | -                 | Bonnevoie     | -             | -             |
| 1980-81 Dettagli | -                 | Bonnevoie     | -             | -             |
| 1981-82 Dettagli | -                 | Bonnevoie     | -             | -             |
| 1982-83 Dettagli | -                 | Bonnevoie     | -             | -             |
| 1983-84 Dettagli | -                 | Bonnevoie     | -             | -             |
| 1984-85 Dettagli | -                 | Mamer         | -             | -             |
| 1985-86 Dettagli | -                 | Strassen      | -             | -             |
| 1986-87 Dettagli | -                 | Mamer         | -             | -             |
| 1987-88 Dettagli | -                 | Mamer         | -             | -             |
| 1988-89 Dettagli | -                 | Mamer         | -             | -             |
| 1989-90 Dettagli | -                 | Mamer         | -             | -             |
| 1990-91 Dettagli | -                 | Mamer         | -             | -             |
| 1991-92 Dettagli | -                 | Mamer         | -             | -             |
| 1992-93 Dettagli | -                 | Mamer         | -             | -             |
| 1993-94 Dettagli | -                 | Mamer         | -             | -             |
| 1994-95 Dettagli | -                 | Mamer         | -             | -             |
| 1995-96 Dettagli | -                 | Strassen      | -             | -             |
| 1996-97 Dettagli | -                 | 80 Pétange    | -             | -             |
| 1997-98 Dettagli | -                 | 80 Pétange    | -             | -             |
| 1998-99 Dettagli | -                 | 80 Pétange    | -             | -             |
| 1999-00 Dettagli | -                 | Bartréng      | -             | -             |
| 2000-01 Dettagli | -                 | Mamer         | -             | -             |
| 2001-02 Dettagli | -                 | 80 Pétange    | -             | -             |
| 2002-03 Dettagli | -                 | 80 Pétange    | -             | -             |
| 2003-04 Dettagli | -                 | 80 Pétange    | -             | -             |
| 2004-05 Dettagli | -                 | Strassen      | -             | -             |
| 2005-06 Dettagli | -                 | 80 Pétange    | -             | -             |
| 2006-07 Dettagli | -                 | Strassen      | -             | -             |
| 2007-08 Dettagli | -                 | Strassen      | -             | -             |
| 2008-09 Dettagli | -                 | Strassen      | -             | -             |
| 2009-10 Dettagli | -                 | Strassen      | 3 - 0         | 80 Pétange    |
| 2010-11 Dettagli | -                 | RSR Walfer    | 3 - 1         | CHEV          |
| 2011-12 Dettagli | -                 | Strassen      | 3 - 0         | CHEV          |
| 2012-13 Dettagli | Pétange           | Strassen      | 3 - 2         | Fentange      |
| 2013-14 Dettagli | Lussemburgo       | Strassen      | 3 - 0         | Lorentzweiler |
| 2014-15 Dettagli | Strassen          | Strassen      | 3 - 0         | CHEV          |
| 2015-16 Dettagli | Bertrange         | Strassen      | 3 - 2         | CHEV          |
| 2016-17 Dettagli | Lussemburgo       | Fentange      | 3 - 1         | Strassen      |
| 2017-18 Dettagli | Lussemburgo       | Fentange      | 3 - 0         | Escher        |
| 2018-19 Dettagli | Bissen            | Strassen      | 3 - 1         | Bartréng      |
| 2019-20 Dettagli | -                 | Non assegnata | Non assegnata | Non assegnata |
| 2020-2021        | -                 | Non disputata | Non disputata | Non disputata |
| 2021-22 Dettagli | Lorentzweiler     | Strassen      | 3 - 0         | Bartréng      |
| 2022-23 Dettagli | Walferdange       | Strassen      | 3 - 0         | Fentange      |
| 2023-24 Dettagli | Bertrange         | Strassen      | 3 - 0         | Echternach    |
| 2024-25 Dettagli | Strassen          | Strassen      | 3 - 0         | Fentange      |

## Palmarès
| Squadra     | Titolo | Edizione |
| ----------- | ------ | --- |
| Strassen    | 17     | 1985-86, 1995-96, 2004-05, 2006-07, 2007-08, 2008-09, 2009-10, 2011-12, 2012-13, 2013-14, 2014-15, 2015-16, 2018-19, 2021-22, 2022-23, 2023-24, 2024-25 |
| Mamer       | 11     | 1984-85, 1986-87, 1987-88, 1988-89, 1989-90, 1990-91, 1991-92, 1992-93, 1993-94, 1994-95, 2000-01                                                       |
| Belair      | 9      | 1967-68, 1971-72, 1973-74, 1977-78, 1979-80, 1980-81, 1981-82, 1982-83, 1983-84                                                                         |
| CAL Clausen | 8      | 1966-67, 1968-69, 1969-70, 1970-71, 1974-75, 1975-76, 1976-77, 1978-79                                                                                  |
| 80 Pétange  | 7      | 1996-97, 1997-98, 1998-99, 2001-02, 2002-03, 2003-04, 2005-06                                                                                           |
| Fentange    | 2      | 2016-17, 2017-18 |
| RSR Walfer  | 2      | 1972-73, 2010-11 |
| Bvoie-Sud   | 1      | 1965-66 |
| Bartréng    | 1      | 1999-00 |